# みんなで鍛える全脳トレーニング
『みんなで鍛える全脳トレーニング』（みんなできたえるぜんのうトレーニング）は、バンダイナムコゲームスの脳開発ゲーム系のアーケードゲーム。2006年12月21日に稼働を開始した。2010年9月1日午前1時59分にオンラインサービスおよび携帯電話サイトの連動コンテンツを終了した。
東北大学未来科学技術共同研究センター教授・川島隆太の監修による、タッチパネルを用いたゲームである。

## 筐体概要
筐体は、PlayStation 2互換のシステム256またはシステム246（C）を内蔵した「Rewritable Stage」を採用し、同じシステムを利用している『ドラゴンクロニクル』・『THE IDOLM@STER』からのコンバートのみである。筐体中央にはタッチパネル式のディスプレイを据え、左側にカード挿入口、右にコイン投入口がある。ランキングを表示するサイドモニター（タワー）も存在する。アイドルマスターまではサイドタワーが稼働に必須であったが、本作が発売された時にタワー無しでの稼働を可能にする改造キットが発売された。アイドルマスターと本作を同時に稼働している店ではサイドタワーをアイドルマスター用のままにして、本作には改造キットを適用してタワーなしで稼働する例などもある。ただしこのゲームの稼働率が悪い店舗ではTHE IDOLM@STERに戻してしまうケースもまま見られた。
ネットワークはセガ（後のセガ・インタラクティブ）のALL.Netを使用。

## ゲーム概要
脳の前頭葉・頭頂葉・側頭葉、それぞれを鍛えるミニゲームが用意されている。
- 前頭葉 - 計算ドリル・パネル記憶・回転歯車 etc.
- 頭頂葉 - 順番タッチ・点灯記憶・小銭両替 etc.
- 側頭葉 - ペアダンス・組み木パズル・反転パネル etc.

ゲームモードとして、「全国のみんなでトレーニング」（ネットワーク対戦）・「店内のみんなでトレーニング」（店内対戦）・「一人でとにかくトレーニング」（個人練習）がある。ネットワーク対戦は、CPUキャラクターを含めた15人が最初にセットされ、全3回戦（1回戦・2回戦終了時に成績下位5人が脱落）が行われる。
リライタブルカードは新規プレイ時に1枚発行され、60回のプレイで更新する必要がある。
音楽は、クラシック音楽をアレンジしたもの。

## アシスタント
新規プレイ時に選択する。画面上に登場するだけでなく、リライタブルカード上に印刷される画像はレベル上昇によって変化することも。
かなえ（声：中原麻衣）
高校生。アシスタントとしては、一般的な性格設定。
御蔵リサ（声：堀江由衣）
属性としてはツンデレである
メイ（声：今野宏美）
小学校低学年の女の子。ロリ。
多賀浦咲（声：皆口裕子）
グラマーな大人のお姉さん。
あきら（声：白石涼子）
小学校高学年の男の子。ショタ。
バーンズ軍曹（声：銀河万丈）
鬼軍曹。
ずんだ（声：大河内雅子）
猫（女の子）。元気でおしゃまな性格。
あずき（声：吉倉万里）
パンダ（♀）。おっとりのんびりした性格。不思議さんで刹那主義。
マックス（声：池田千草）
犬（♂）。率直で純粋な性格。
ラムネ（声：安西英美）
兎（♂）。暴れん坊で親分肌な性格。

## 階級
ゲーム内の階級は学生に習い進んで行く。
スタート時は幼稚園生から始まり、全国対戦で得たクラスポイントが一定量たまると昇級となる。
階級に応じ獲得出来るクラスポイントも変動する。中学1年以上では1回戦敗退、大学3年以上では2回戦敗退でクラスポイントが減少し、場合によっては降級もありえる。
対戦のマッチングは下記の階級別に分かれたクラス内で行われる。
- クラス表
  - Dクラス:幼稚園、小学1年、小学2年
  - Cクラス:小学3年、小学4年、小学5年
  - Bクラス:小学6年、中学1年、中学2年、中学3年
  - Aクラス:高校1年、高校2年、高校3年、大学1年、大学2年
  - Sクラス:大学3年、大学4年、大学院、助教授、教授（最高ランク）

## 称号
ゲーム内で一定の成績を収めると称号を獲得する。新規の称号を獲得した際は自動的に書き換えられる。
下記の携帯サイトに入会すると携帯サイトの結果でも称号を獲得する。（その量はゲームで獲得できる量よりはるかに多い）また、称号の変更もできるようになる。

## 携帯連動
2006年11月から、iモード・Yahoo!ケータイ向け携帯サイト「川島教授の全脳トレ」が月額315円にて供用されていた。
2007年11月現在、EZweb向け携帯サイトも供用されていた。
ここでは、携帯端末で脳を鍛えるミニゲームができる「全脳トレ」アプリケーションを配信していた。　